# Ken Henry
Kenneth Charles "Ken" Henry, född 7 januari 1929, död 1 mars 2009, var en amerikansk skridskoåkare.
Henry blev olympisk guldmedaljör på 500 meter vid vinterspelen 1952 i Oslo.